# Riem (kleding)

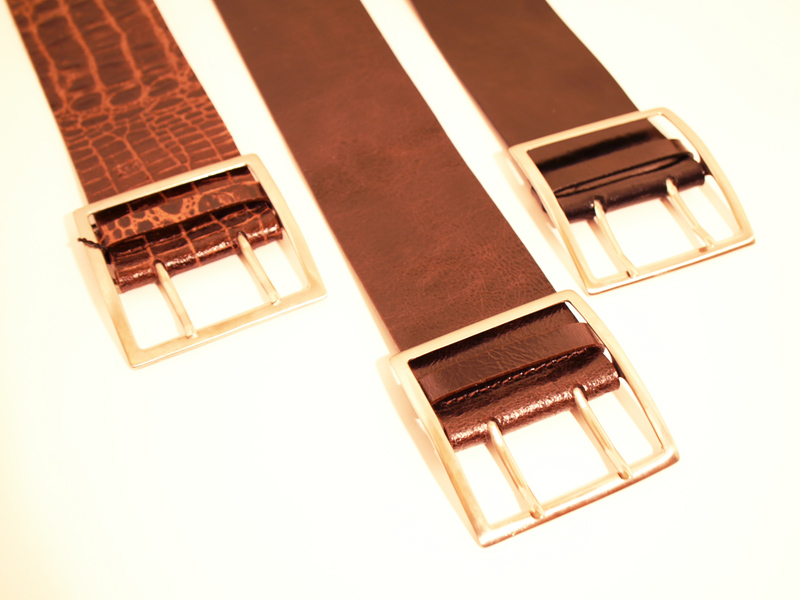
Enkele damesriemen of ceintures

Een riem, ceintuur of gordel is een meestal leren of kunststoffen band met een gesp, die men om het middel kan dragen. Het doel van een riem is het afzakken van een broek of rok te voorkomen. Er zijn diverse sluitingmechanismen voor een riem. Het meest voorkomende is de normale gesp. Er zijn ook riemen die alleen gedragen worden voor de sier.

## Materiaal
Het materiaal waaruit een riem is vervaardigd, is meestal leer. Runderleer is een gangbare leersoort en er zijn ook riemen met koeienhuid of koeienvacht. Daarnaast worden riemen van kunststof, katoen of touw gemaakt. De kosten hiervan zijn beduidend lager dan de echt lederen riemen.

## Soorten riemen

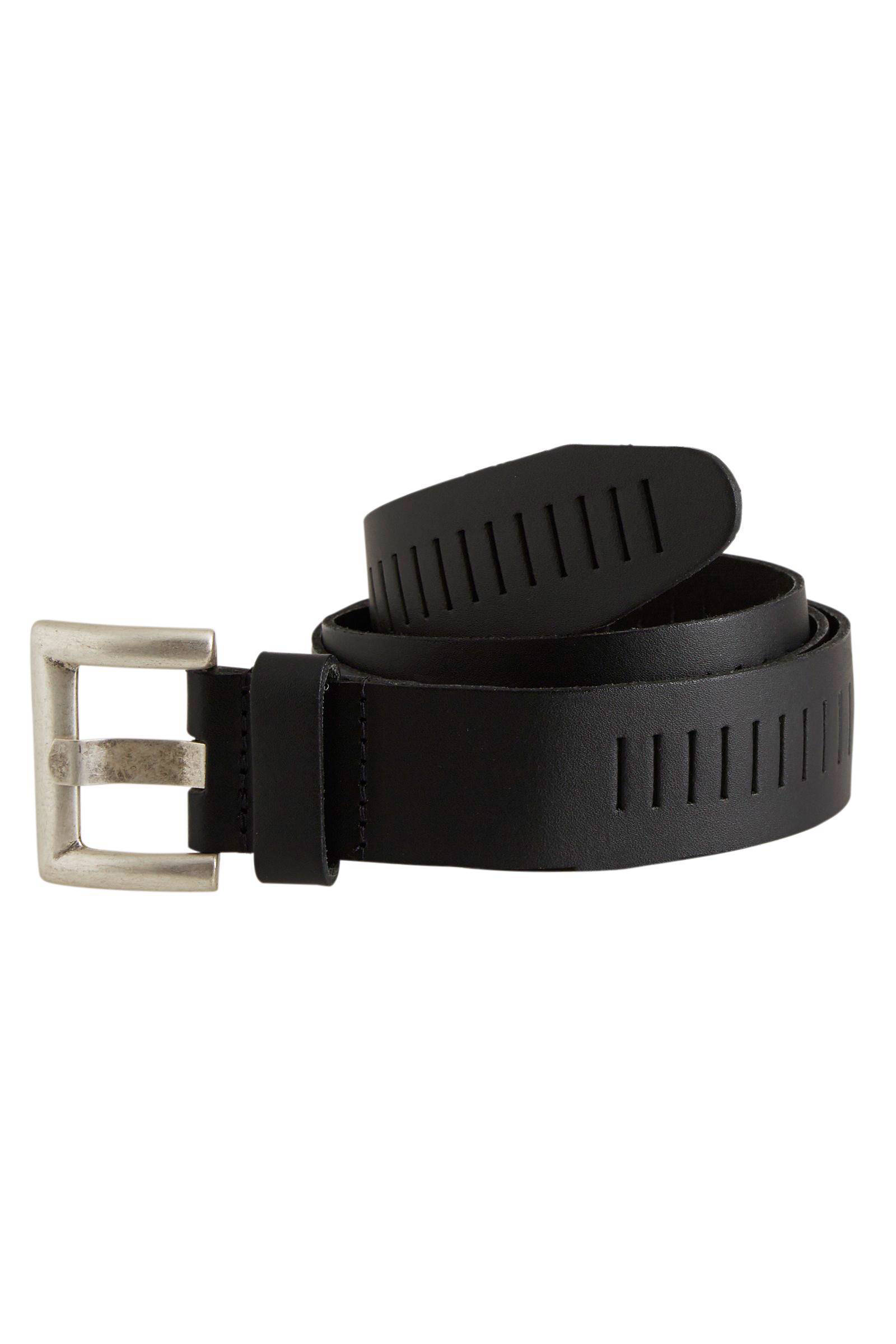
Een leren riem met meerdere inkepingen.

Verder is er een verschil tussen een riem die door vrouwen en die door mannen wordt gebruikt. De mannenriem gaat doorgaans tegen de klok in om het middel, die voor een vrouw gaat doorgaans met de klok mee. Maar in de huidige cultuur wordt daar bijna geen onderscheid meer in gemaakt, dit komt vooral door de populariteit van riemen die een logo als gesp hebben, die als ze op een bepaalde manier door de broek heen gaan op zijn kop zitten.
Een damesriem wordt ook wel ceintuur genoemd.

## Spreekwoorden
In de Nederlandse taal wordt de riem nog weleens spreekwoordelijk gebruikt. Enkele voorbeelden zijn: de broekriem aanhalen (zuiniger gaan leven), iemand een hart onder de riem steken (iemand moed inspreken), uit andermans leer is het goed riemen snijden (eigendommen van anderen gebruiken).